# Valle Medio del Guadalquivir
El Valle Medio del Guadalquivir es una zona de depresión geográfica situada en la parte baja del cauce del río Guadalquivir, en Andalucía, España.
Zona eminentemente agrícola en la cual la mayoría de los especies plantas están relacionadas con los cereales, maíz y otros cultivos de secano como el olivo. Además está surgiendo una gran polifreración en el cultivo de la naranja. La comarca está compuesta por las localidades de Posadas, Almodóvar del Río, Hornachuelos, Palma del Río, Fuente Palmera, Fuente Carreteros, Guadalcázar, La Victoria y La Carlota. La capital y cabeza de partido es Posadas.
Cuenta con el parque natural 'Sierra de Hornachuelos'.

## Municipios
Los municipios que forman la comarca son:
| Escudo | Nombre                       | Superficie (km²) | Población (2020) | Densidad de población |
| ------ | ---------------------------- | ---------------- | ---------------- | --------------------- |
|        | Almodóvar del Río            | 172,53           | 7 932            | 45,97                 |
|        | La Carlota                   | 78,97            | 14 079           | 178,28                |
|        | Fuente Carreteros            | 9,26             | 1 148            | 119,4                 |
|        | Fuente Palmera               | 65,47            | 9 766            | 149,67                |
|        | Guadalcázar                  | 72,37            | 1 559            | 21,54                 |
|        | Hornachuelos                 | 909,22           | 4 480            | 4,92                  |
|        | Palma del Río                | 200,19           | 20 928           | 104,54                |
|        | Posadas                      | 160,28           | 7 318            | 45,65                 |
|        | La Victoria                  | 20               | 2 289            | 114,45                |
| Total  | Valle Medio del Guadalquivir | 1 691            | 69 499           | 41,09                 |